# 柏比奥·列捷迪
柏比奧·查維·列捷迪（Pablo Javier Ricchetti，1977年1月2日—），一般称作列捷迪，生于布宜諾斯艾利斯，已退役的阿根廷职业足球运动员，现担任马来西亚超级足球联赛俱乐部柔佛DT助教。